# Krrabë
Krrabë (albanska: Krrabë med böjningsformen Krraba) är en ort i Albanien.   Den ligger i distriktet Rrethi i Tiranës och prefekturen Qarku i Tiranës, i den centrala delen av landet, 18 km sydost om huvudstaden Tirana. Krrabë ligger 416 meter över havet och antalet invånare är 1 177.
Terrängen runt Krrabë är kuperad, och sluttar västerut.  Runt Krrabë är det ganska tätbefolkat, med 192 invånare per kvadratkilometer.. 